# Shahjoy (huyện)
Shahjoy là một huyện thuộc tỉnh Zabol, Afghanistan. Dân số thời điểm năm 1999 là 48,449 người.